# کاچکالیک
کاچکالیک (به لاتین: Kachkalyk) یک منطقهٔ مسکونی در روسیه است که در داغستان واقع شده‌است.